# Трой Ріді
Трой Вінсент Ріді (англ. Troy Vincent Ready; нар. 15 травня 1980, Спокан, Вашингтон, США) — американський футболіст та тренер, виступав на позиції півзахисника. Головний тренер «Ванкувер Вікторі». Після професійної кар'єри в «Тімберс» переїхав до Таджикистану, де професійно грав за «Вахш» (Курган-Тюбе), а пізніше очолив департамент розвитку футболу в Таджикистані, перш ніж повернутися до «Портленд Тімберс» як капелан.

## Життєпис

### Ранні роки
Розпочав займатися футболом у коледжі. З 1998 року виступав за університетську команду «Спокан Шедоу». У 1999 році вступив до Університету Вашингтону, де також виступав за чоловічу команду. Перед початком сезону 2001 року отримав перелом ноги, тому майже не грав.

### Професійна кар'єра
У грудні 2003 року обраний клубом «Сіетл Саундерз» у першому раунді драфту USL-1 (другий за рівнем дивізіон США). Проте «Саундерз» не стали підписувати з ним контракт, тому Трой прийняв рішення з'їздити до Норвегії. Побував на переглядах у «Старті» та «Скейді», але не зміг отримати дозвіл на роботу в країні. Наприкінці 2004 року Ріді повернувся до «Спокан Шедоу». У 2005 році перейшов до «Каскад Сурдж», де за сезон зіграв 11 матчів у PDL (четверта за значимістю ліга США). У березні 2006 року підписав контракт із «Портленд Тімберз». З 2006 по 2008 роки він зіграв за вище вказану команду 20 матчів та відзначився 2-ма голами.
Як зізнається Ріді в одному з інтерв'ю, після 2008 року розпочав подорожувати світом у пошуках себе. Раніше 2005 року відвідав Таджикистан у професійному турі, де зіграв проти національної та олімпійської збірної цієї країни, а також з Афганістаном. У 30 років приїхав до таджицького міста Курган-Тюбе, яке розташоване за 100 кілометрів на південь від Душанбе. Американець оселився там і почав брати участь у діяльності некомерційної організації «Millennium Relief and Development Services», яка діє в рамках міжнародного співробітництва. Паралельно американський гравець виступав за місцевий клуб «Вахш», а також допомагав у навчанні молодих футболістів. Виконувач обов'язків головного тренера клубу «Портленд Тімберс». Гевін Вілкінсон так відгукнувся про свого вихованця:
|  | Трой — феноменальна особистість із рідкісною здатністю завжди мати позитивний настрій… Він зробив величезний внесок у створення бренду «Тімберс». Його вчинки вже оцінили гравці, тренери та вболівальники у США. |

У сезоні 2009 року «Вахш» виграв чемпіонат Таджикистану. 

## Адміністративна діяльність
Восени 2010 року колишній клуб Ріді пожертвував частину свого доходу за сезон 2010 на придбання спортивного обладнання, футбольної форми та м'ячів для молодіжної команди «Вахша». У травні 2012 року Трой уклав угоду, за якою було розширено матеріальну допомогу клубам Таджикистану, а кількість команд під контролем американця збільшилася з 6 до 18, з них 12 чоловічих та 6 жіночих. Тоді ж він відкрив у Таджикистані академію воротарів. У лютому 2013 року Реді був призначений технічним директором Федерації футболу Таджикистану. 

## Кар'єра тренера
16 лютого 2017 року призначений головним тренером клубу «Ванкувер Вікторі» з Прем’єр-ліги Евергрін.

## Досягнення
«Вахш»
- Вища ліга Таджикистану
  -  Чемпіон (1): 2009